# Ebisu
Ebisu o Yebisu en japonés antic (恵比須, 恵比寿, 夷, 戎) és el déu japonés de la pesca i els pescadors, de la sort i de l'abundància. És un dels Set Déus de la Fortuna.

## Nom
Ebisu va nàixer amb el nom de Hiruko sent fill dels deus xintoistes Izanagi i Izanami. Al llarg del temps i en part per l'evolució de la llengua japonesa aquest déu ha tingut diversos noms o pronunciacions del mateix nom. Alguns d'aquests són:
- Yebisu
- Webisu
- Hiruko

## Culte
Ebisu és un déu molt popular al Japó i sovint s'acostuma a relacionar-lo amb el déu del comerç i la prosperitat, Daikokuten. El dia vint d'octubre se celebra un festival en el seu honor. Com a protector dels pescadors, aquests li solen retre culte. També és present en establiments de cuina, especialment de peix i marisc.

## Temples
Ebisu té dedicats diversos temples i monuments per tot el Japó i sol estar representant tant en ambients budistes com xintoistes.

## Iconografia
Se'l sol representar com un home baix i gros, amb les cames curtes i amb un barret. Sempre va acompanyat d'una canya de pescar i d'un gran peix, comunament un goràs. Amb la canya vol fer entendre que ell és el déu protector dels pescadors i la pesca i amb el peix alhora que es representa com a protector de la pesca també mostra el seu aspecte de déu de la riquesa i l'abundància. El seu aspecte és sempre el d'un home afable i somrient.

## Cultura popular
Aquest déu és un dels més populars de tot el Japó i per això encara continua present en molts aspectes diaris i socials:
- A Shibuya, Tòquio, existeix un barri amb el nom d'aquest Déu i a l'estació de tren del mateix nom es troba una estàtua d'Ebisu la qual s'ha convertit en una icona de la zona.
- La marca moda anomenada Evisu.
- La cervesa del mateix nom, fundada el 1890 i en propietat actualment de la marca de cerveses Sapporo.